# Fremen

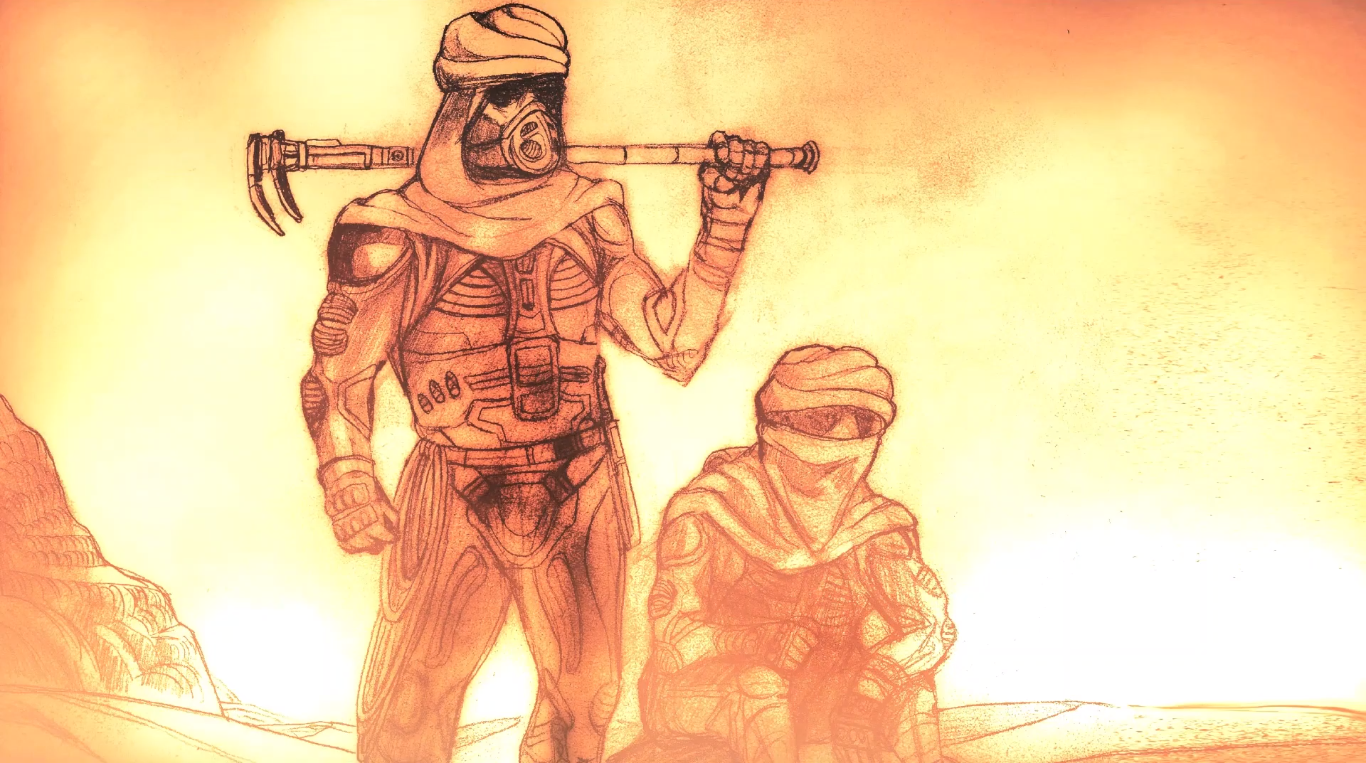
Representación de dos fremen en su entorno típico

En la saga de ciencia ficción Dune, escrita por Frank Herbert, los fremen (o arrakeanos) son el pueblo que habita el planeta Arrakis desde tiempos remotos. Los fremen viven en el desierto profundo, la zona menos habitable del planeta, en cuyas duras condiciones desarrollaron capacidades extremas de supervivencia. Elemento clave de la saga, los fremen ayudaron al joven duque Paul Atreides a sobrevivir en el desierto, y más tarde a derrocar al emperador Padishah Shaddam IV. La creencia de que Paul era su esperado mesías, fue uno de los motivos que desencadenaron la Yihad (guerra santa) al final del primer volumen de Dune.

## Orígenes e historia
Los fremen son los miembros del pueblo que surgió en Arrakis (nombre oficial de Dune), como resultado de la unión de refugiados Zensunni, provenientes de campos de esclavos de otros planetas, con grupos rebeldes de "nativos" (también refugiados de similares características étnicas y procedencia, llegados anteriormente al planeta), liderados por Selim "Jinete de gusanos", el primer ser humano capaz de utilizar los gusanos de arena como animales de monta. Estos grupos migratorios llegaron a Arrakis miles de años antes de la época en la que Frank Herbert sitúa la narración en el primer libro de la saga.
Al principio, estas tribus se llamaron a sí mismas Free Men (es: hombres libres), de donde deriva su denominación posterior "Fremen". Al respecto, es interesante mencionar que los bereberes (una de las tribus del desierto del Sahara que sirvieron de inspiración a Frank Herbert en la creación del universo de Dune), se llaman a sí mismos Imazighen (en singular Amazigh), que significa, precisamente, "hombres libres".
La ideología Zensunni era básicamente pacifista, pero la influencia radical de los hombres de Selim y el entorno extremadamente hostil de Dune, generaron una cultura Fremen exigente, despiadada y muy rigurosa en el cumplimiento de las tradiciones. Su entrenamiento militar, especializado en la actividad guerrillera, se considera superior incluso al de las temidas tropas imperiales de represión Sardaukar.
Dune es la única fuente conocida de la especia melange, por lo cual el imperio ejerce un férreo control militar sobre el planeta. En consecuencia, los Fremen viven sojuzgados desde tiempos remotos. Pero sus sacedortisas, llamadas Reverendas Madres, influidas por mitos sembrados durante siglos por la propaganda de la Missionaria Protectiva de la Orden femenina Bene Gesserit, profetizan la llegada de un Mesías, el Lisan al-Gaib, capaz de conducirlos hacia la libertad. La ansiedad generada por esa perspectiva, justifica la reacción provocada por la llegada de Paul Atreides y su integración en la sociedad Fremen, que lo reconoce rápidamente como su esperado salvador.
Mientras la Casa Harkonnen dominó Dune, la lucha contra los Fremen se consideró más una cacería que un enfrentamiento bélico. Sin embargo, la capacidad de lucha de los nativos la convertía en un deporte de alto riesgo y las tropas Harkonnen sufrían muchas bajas. Por motivos propagandísticos, esas bajas eran sistemáticamente ocultadas, para evitar el desprestigio de los Harkonnen ante el resto del Landsraad.
Durante un extenso período, los Fremen vivieron como animales acosados, faltos de esperanza, hasta que llegó a Dune el ecólogo imperial Pardot Kynes, que les ofreció un sueño: transformar Dune (recordemos, significa mundo de dunas) en un vergel.
Finalmente, en el año 10191 de la Era de la Cofradía Espacial, el emperador Shaddam IV organiza un complot político contra la Casa Atreides. Un elemento clave de la trama es la cesión de Dune como feudo a los Atreides, cuya corte debe trasladarse desde Caladán, su planeta de origen, a Arrakis. Paul Atreides, siendo todavía un adolescente, llega a Dune acompañando a su padre, el duque Leto Atreides y a su madre, la concubina Jessica Atreides, que por ser una Bene Gesserit, está al tanto de los mitos sembrados en Arrakis por la Missionaria Protectiva. Cuando el complot triunfa con el asesinato del Duque, ella y su hijo son abandonados en el desierto, donde les espera una muerte segura. Cuando son rescatados por los Fremen, Jessica aprovecha esos mitos para conseguir protección para ella y Paul, que acaba siendo reconocido como el esperado mesías. El joven duque, quién parece conocer intuitivamente las costumbres Fremen, entrena a sus guerreros en sofisticadas técnicas de combate y, con su ayuda, ataca y vence a las tropas imperiales y es coronado Emperador, desatándose a continuación una sangrienta Yihad de 10 años por todo el universo conocido.
Bajo el reinado de Leto II, el Dios Emperador, los Fremen van degenerando, convirtiéndose en meras sombras de lo que fueron. Dune se ha convertido en el vergel prometido por Pardot Kynes, y los ahora llamados Fremen de museo mantienen las tradiciones de una manera totalmente artificial, únicamente tolerados por el Dios Emperador. Con la muerte de éste y La Dispersión se produce a continuación la desaparición como pueblo de los Fremen.

## Costumbres
Los Fremen viven en el seno de una sociedad patriarcal controlada por los naib (del árabe: Naib; delegado, representante, diputado), jefes de los sietch, que son asentamientos o refugios excavados en las zonas rocosas del desierto (ya que la arena es un territorio dominado por los gusanos de arena), de carácter autosuficiente y hasta con cierta autonomía. El naib no es elegido, sino que el aspirante a serlo debe retar a un duelo mortal al caudillo que ejerce el poder. De esta manera se asegura que el liderazgo recaíga en los más fuertes de la comunidad. Esta costumbre ancestral se mantiene rigurosamente hasta que Paul Atreides vence a su contrincante Stilgar (naib que detenta el poder en ese momento), pero le perdona la vida, convirtiéndose así en caudillo supremo de los Fremen.
Los Fremen, además de su nombre público, tienen un nombre de sietch, conocido solo por sus paisanos, y un nombre privado, usado por sus íntimos allegados. Paul Atreides es llamado por sus compañeros de sietch Muad'Dib (nombre de un ratón del desierto cuya imagen aparente puede verse en una de las lunas de Dune), y por Chani, su compañera sentimental, Usul (del árabe: Usul: base, pilar, método).
Cuando Muad'Dib se consolida como líder supremo de los Fremen, se crea un cuerpo especial de fieros guerreros fremen -su guardia personal- llamados Fedaykin (del árabe fida`iyyin: adepto, combatiente, comando, en español fedayin).
Para sobrevivir al medio desértico utilizan el  destiltraje, una sofisticada vestimenta que recubre todo el cuerpo y recupera la humedad perdida por orina o transpiración. También disponen de una máscara que recoge la humedad espirada. En lugar de usar guantes, los Fremen prefieren frotarse las manos con el arbusto creosota, que inhibe la transpiración y permite mayor sensibilidad para trabajos delicados.
Uno de sus secretos mejor guardados es la monta del gusano de arena. Los hombres y mujeres Fremen atraen a los gusanos mediante artilugios mecánicos llamados martilleadores. Una vez que consiguen encaramarse sobre el lomo del gigantesco animal, enganchan a su dura piel un arreo consistente en ganchos y cuerdas. De esta forma, no conocida ni sospechada por los extra-planetarios que ocupan Arrakis, los Fremen usan a los gusanos como medio de transporte, recorriendo grandes distancias por el desierto con bastante velocidad y relativa comodidad.

## Religión
Así como sucede con sus nombres, costumbres, vestimentas y lenguaje, la religión de los Fremen evoca a la que profesan en la realidad las tribus nómadas que habitan las zonas desérticas de África Septentrional (Beduinos, Tuaregs y Bereberes). En la saga, sus creencias provienen de la tradición denominada Zensunni, una fusión entre el budismo Zen y la rama Suní del Islam que se originó en un periodo de sincretismo religioso muy anterior a la época en que Frank Herbert sitúa el relato. Sus características más importantes son la adoración de Shai-Hulud, deidad encarnada en el gusano de arena, y la esperanza en la llegada del Lisan al-Gaib, mesías que los liberará de la opresión imperial y de la casa feudal Harkonnen, administradora de Arrakis y dueña del comercio de la melange.
Dentro de esta religión juegan un papel importante las Reverendas Madres, relacionadas originalmente con la Orden Bene Gesserit, pero fuera de su control. Ellas son quienes procesan el veneno llamado Agua de Vida (extraído de un gusano de arena cautivo) y lo convierten en una droga que todos los Fremen pueden consumir durante los rituales orgiásticos del sietch. También, debido a los recuerdos que poseen gracias a sus Otras Memorias, las Reverendas Madres son las guardianas de las tradiciones Fremen.

## Armas: El cuchillo Crys
El arma más emblemática del pueblo Fremen es el cuchillo Crys, cuya hoja es un afilado diente de Gusano de arena. Poseedor de extrañas propiedades físicas y mágicas, el Crys debe ser utilizado siguiendo rigurosos protocolos y solo en ocasiones muy especiales, tales como rituales religiosos o combates importantes entre miembros de la tribu. Atendiendo a su nombre similar, parecidas características rituales y atributos espirituales, es posible que Frank Herbert imaginara este cuchillo o daga inspirándose en uno real: el Kris, arma blanca de hoja asimétrica, fabricada con marfil y metal, usada ancestralmente en Indonesia y Malasia.

## Fremen ilustres
- Liet: Líder indiscutible de los fremen antes de la llegada de Paul Muad'Dib. Tiene la facultad de hablar en nombre de todos los Fremen. Es hermano de armas de Stilgar e hijo de Pardot Kynes, planetologo imperial de Arrakis y "Uma" (profeta en el lenguaje de los fremen) Kynes para los Fremen, gracias a su promesa de convertir a Dune en un jardín exuberante.
- Stilgar: Jefe del principal asentamiento-refugio Fremen de Arrakis, el Sietch Tabr; Se convirtió en el más fiel aliado de Paul Atreides.
- Chani: Mujer de Paul Atreides, hija de Liet, dio a luz a los gemelos Leto II (posterior Dios Emperador) y Ghanima.
- Usul Paul Atreides: Se trata del Lisan Al-Gaib, el mesías profetizado por la Misionaria Protectiva a los Fremen. Usul es el nombre privado de Paul Atreides. Su nombre Fremen es Paul Muad'Dib.